# La Cabezonada
La Cabezonada (aragonesisch A Cabezonada) ist ein spanischer Ort in den Pyrenäen in der Provinz Huesca der Autonomen Gemeinschaft Aragonien. La Cabezonada gehört zur Gemeinde La Fueva und hatte im Jahr 2015 45 Einwohner.
Der Ort ist über die Landstraße N-260 zu erreichen.

## Sehenswürdigkeiten
- Drei Kapellen